# Parti socialiste des travailleurs de Finlande
Pour l’article homonyme, voir Parti socialiste des travailleurs (Finlande).
Le Parti socialiste des travailleurs de Finlande (finnois : Suomen Sosialistinen Työväenpuolue, sigle SSTP) est un parti politique finlandais du début des années 1920.

## Présentation
Le SSTP était composé de gauchistes radicaux qui se sont séparés du Parti social-démocrate de Finlande après la guerre civile finlandaise de 1918.
Le Parti communiste de Finlande interdit (SKP) était la principale force derrière le SSTP, mais d'autres socialistes étaient également impliqués.
Le SSTP est actif du printemps 1920 à août 1923, lorsque les autorités dissolvent le parti et ses principaux membres, dont 27 députés, sont emprisonnés.
Les mesures étaient justifiées par des contacts avec le Parti communiste de Finlande interdit.
Il y eut de nombreux contacts entre le SSTP et le SKP. Le SKP a tenté sans succès de diriger la politique du SSTP.
La structure organisationnelle du SSTP était constituée d'associations qui s'étaient séparées du Parti social-démocrate finlandais (SDP).
Le successeur du parti sera l'Organisation électorale socialiste des travailleurs et des petits exploitants (1924–1930).

## Présidents
Les présidents successifs :
| Nom                     | Période    | Période    |
| ----------------------- | ---------- | ---------- |
| August Raatikainen      | 17.2.1920  | 14.5.1920  |
| Jaakko Kivi             | 16.6.1920  | 28.12.1920 |
| Hjalmar Eklund          | 28.12.1920 | 26.1.1922  |
| Niilo Wälläri           | 31.1.1922  | 31.3.1922  |
| Niilo Wälläri           | 1.4.1922   | 17.5.1923  |
| Toivo Hjalmar Långström | 17.5.1923  | 3.8.1923   |

## Députés
- Elin Airamo (1922–1923)
- Toivo Aronen (1922–1923)
- Jaakko Enqvist (1922–1923)
- Väinö Hannula (1922–1923)
- Hilda Hannunen (1920–1923)
- Frans Hiilos (1922–1923)
- Laura Härmä (1922–1923)
- Antti Kaarne (1922-1923)
- Albert Kallio (1922–1923)
- Kalle Kankari (1922–1923)
- Pekka Kemppi (1922–1923)
- Aukusti Koivisto (1922–1923)
- Kalle Lampinen (1922–1923)
- Toivo Hjalmar Långström (1922–1923)
- Emmi Mäkelin (1922–1923)
- Heikki Mäkinen (1922–1923)
- Antti Nahkala (1922–1923)
- Pekka Nurmiranta (1922–1923)
- Hannes Pulkkinen (1922–1923)
- August Rytkönen (1922–1923)
- Rosa Sillanpää (1922–1923)
- Kalle Toppinen (1922–1923)
- Lempi Tuomi (1922–1923)
- Vihtori Vainio (1923–1923)
- Ville Vainio (1920–1923)
- Yrjö Valkama (1922–1923)
- Juho Vesterlund (1922–1923)
- Matti Väisänen (1922)